# Юдикаэль (король Домнонии)
Юдикаэ́ль (Юдикаэль Святой; фр. Judicaël, брет. Juhel, Jikel, Yezekael, 590 — 16/17 декабря 658) — король бретонского королевства Домнония с 610 по 640 гг., святой Римско-Католической Церкви.

## Биография
Юдикаэль родился около 590 года и был старшим сыном короля Домнонии Юдаэля и королевы Прителлы. Он был старшим из пятнадцати братьев и сестёр, многие из которых стали бретонскими святыми (например, святые Йодок, Винок и Юриэль).
После смерти отца в 605 году, Юдикаэль, как наследник, должен был занять королевский трон. Однако Юдикаэль удалился в монастырь, оставив престол своему брату Йодоку, который через некоторое время тоже принял монашество. Юдикаэль был вынужден покинуть монастырь, чтобы управлять королевством. Женившись в 630 году, он был коронован в 632 году. В 633 год году Юдикаэль вместе со святым Элигием подписал в городе Крей договор с Дагобертом I о предоставлении сюзеренитета Бретани от франков.
Около 640 года Юдикаэль снова удалился в монастырь, где умер 16 или 17 декабря 658 года. Он был захоронен рядом со своим духовным наставником святым Мевенном.